# Scatopyrodes longiceps
Scatopyrodes longiceps är en skalbaggsart som först beskrevs av White 1853.  Scatopyrodes longiceps ingår i släktet Scatopyrodes och familjen långhorningar.
Artens utbredningsområde är Guatemala. Inga underarter finns listade i Catalogue of Life.